# 존 플레이트

이진 존 플레이트: 각 고리의 넓이는 동일하다.

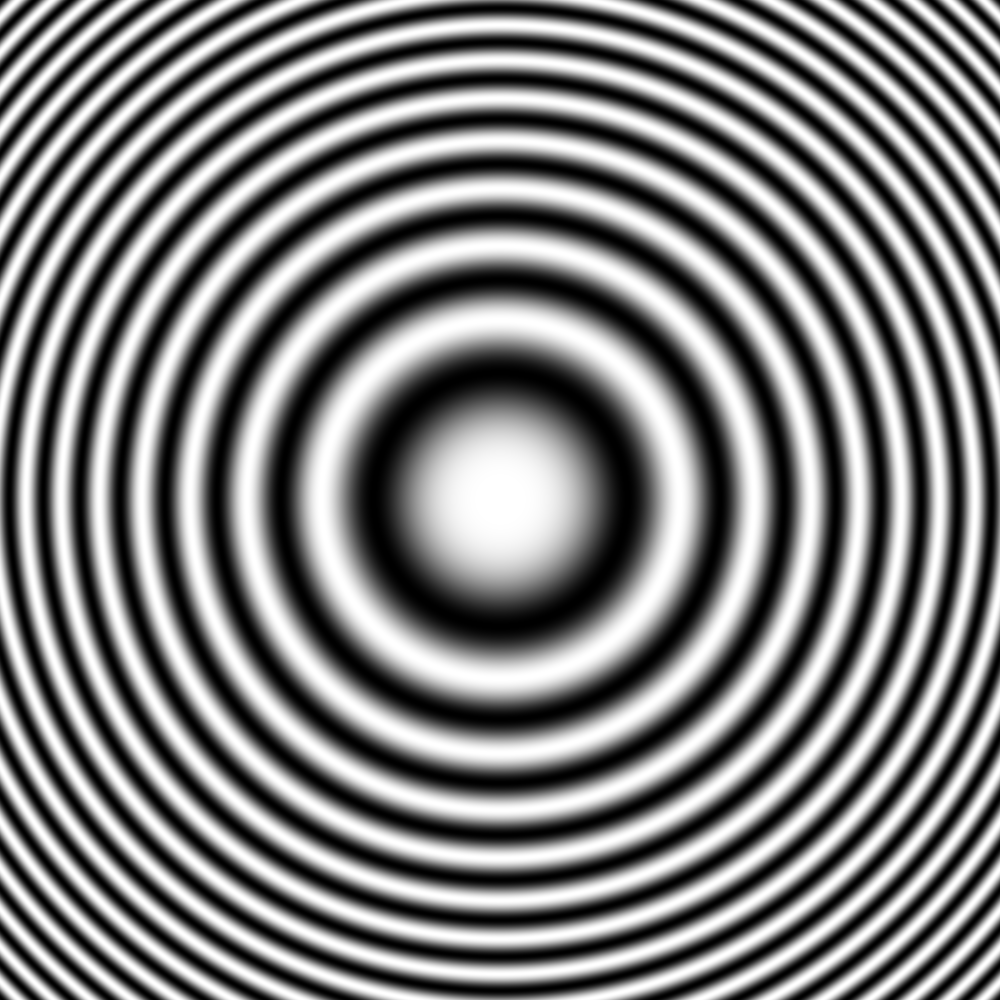
파동형 존 플레이트: 이러한 형태의 존 플레이트는 단일한 초점을 가진다.

존 플레이트(Zone plate)는 빛을 포함한 파동의 초점을 맞추는 데에 사용되는 장치이다. 같은 목적으로 사용되는 렌즈나 구면 거울이 굴절이나 반사를 사용하는 것과는 달리, 존 플레이트는 회절을 사용한다. 오귀스탱 장 프레넬의 연구에 기초하고 있으므로, 그의 이름을 따서 프레넬 존 플레이트라고 부르기도 한다.
존 플레이트는 프레넬 영역이라고 불리는 여러 개의 고리로 구성되어 있으며, 투명한 고리와 불투명한 고리가 교대로 나타난다. 존 플레이트를 지나는 파동은 불투명한 영역 주변으로 회절된다. 이 때 고리 사이의 간격을 조정함으로써 회절된 파동이 보강간섭되어 원하는 초점에 상을 맺을 수 있도록 한다.

## 같이 보기
- 회절격자
- 프레넬 렌즈